# Erich Wenderoth
Erich Wenderoth (* 1. Oktober 1896 in Altenkirchen, Westerwald; † 2. September 1993 in Düsseldorf) war ein deutscher Jurist und Mitbegründer und Mitherausgeber der Rheinischen Post.

## Leben
Wenderoth, der seine Kindheit in Aachen verlebte, wurde im Ersten Weltkrieg verwundet. Nach Kriegsende studierte er Rechtswissenschaften an der Ludoviciana zu Gießen, wo er 1921 mit der Schrift Die rechtliche Natur der Vereinsgründung promovierte.
Ab 1926 war er eingetragener Rechtsanwalt beim Oberlandesgericht Düsseldorf.
Während der Zeit des Nationalsozialismus war Wenderoth ein engagiertes Mitglied der Bekennenden Kirche. Nach dem Zweiten Weltkrieg war er Mitglied der Kirchenleitung und des Rechtsausschusses der Evangelischen Kirche im Rheinland.
Wenderoth gehört auch zu den Mitgründern der CDU in Düsseldorf. 1946 bat Anton Betz Erich Wenderoth und Karl Arnold, sich an der Publikation der Rheinischen Post zu beteiligen. Im Hauptberuf blieb Wenderoth jedoch weiter als Anwalt tätig. 